# Kaple Panny Marie (Dobrovíz)
Kaple Panny Marie v Dobrovízi (někdy též označovaná jako kaple Blahoslavené Panny Marie) je barokní jednolodní stavba z poloviny 18. století. Kaple slouží jako filiální kostel v unhošťské farnosti. Bohoslužby se konají pouze při zvláštních příležitostech. 
Od roku 1965 je kaple zapsána jako kulturní památka.

## Historie
V polovině 18. století patřila obec Dobrovíz koleji svatého Klimenta, resp. jejímu semináři svatého Václava. Právě z prostředků této koleje byla kaple postavena. V letech 1908 až 1909 prošel exteriér i interiér stavby kompletní rekonstrukcí.

## Stavba
Jedná se o jednolodní stavbu na obdélníkovém půdorysu, loď se směrem ke kněžišti mírně zužuje, zaklenuta je českou plackou. Po její straně je kazatelna, v zadní části pak dřevěný kůr. Kněžiště je navrženo jako pětiboké a zastropeno je polokulovitou klenbou, nad níž se tyčí čtyřboká věž s cibulovou střechou, na samém vrcholku je ukončena lucernou.  Nad hlavním průčelím je barokní volutový štít, v bočních stěnách lodi je po jednom okně na každé straně.

## Vnitřní vybavení
Uvnitř kněžiště se nachází rokokový oltář se zaskleným výklenkem a sochou Piety. Součástí oltáře jsou tři zasklené nádoby s relikviemi. Ve výklencích v blízkosti hlavního vchodu jsou rozměrné sochy Panny Marie a její matky svaté Anny.

## Fotogalerie

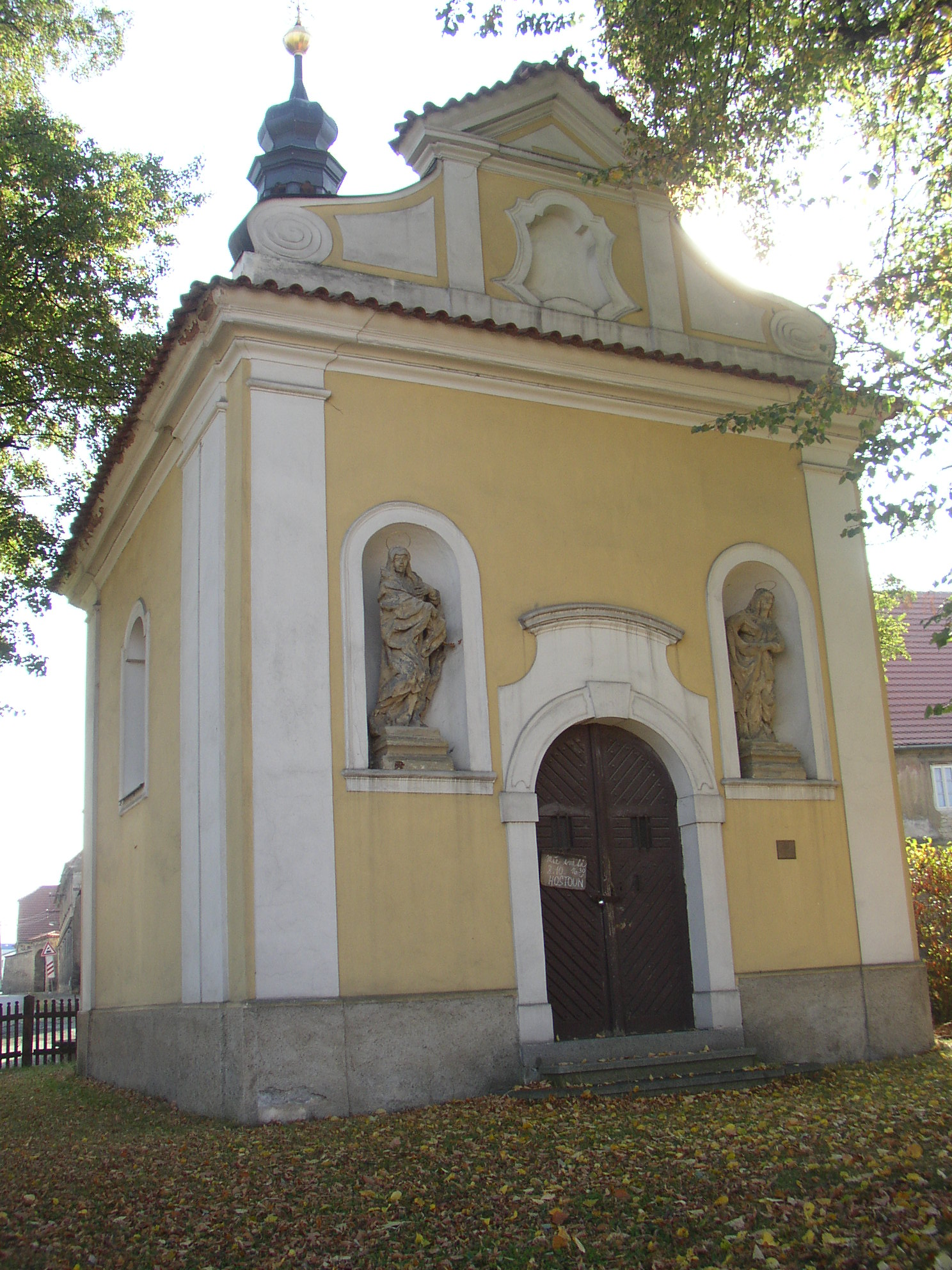
Pohled na hlavní průčelí s výklenky a sochami
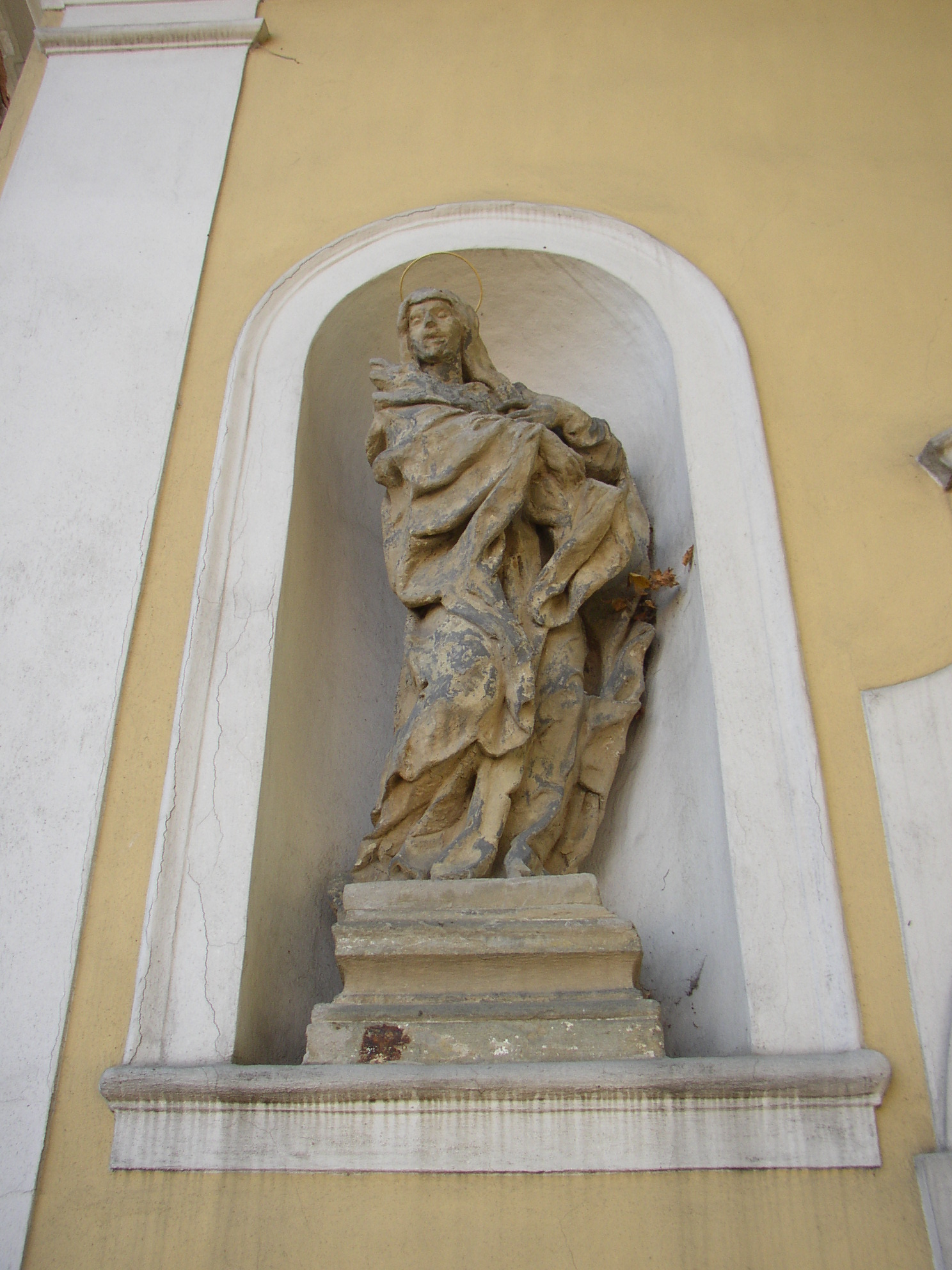
Socha svaté Anny
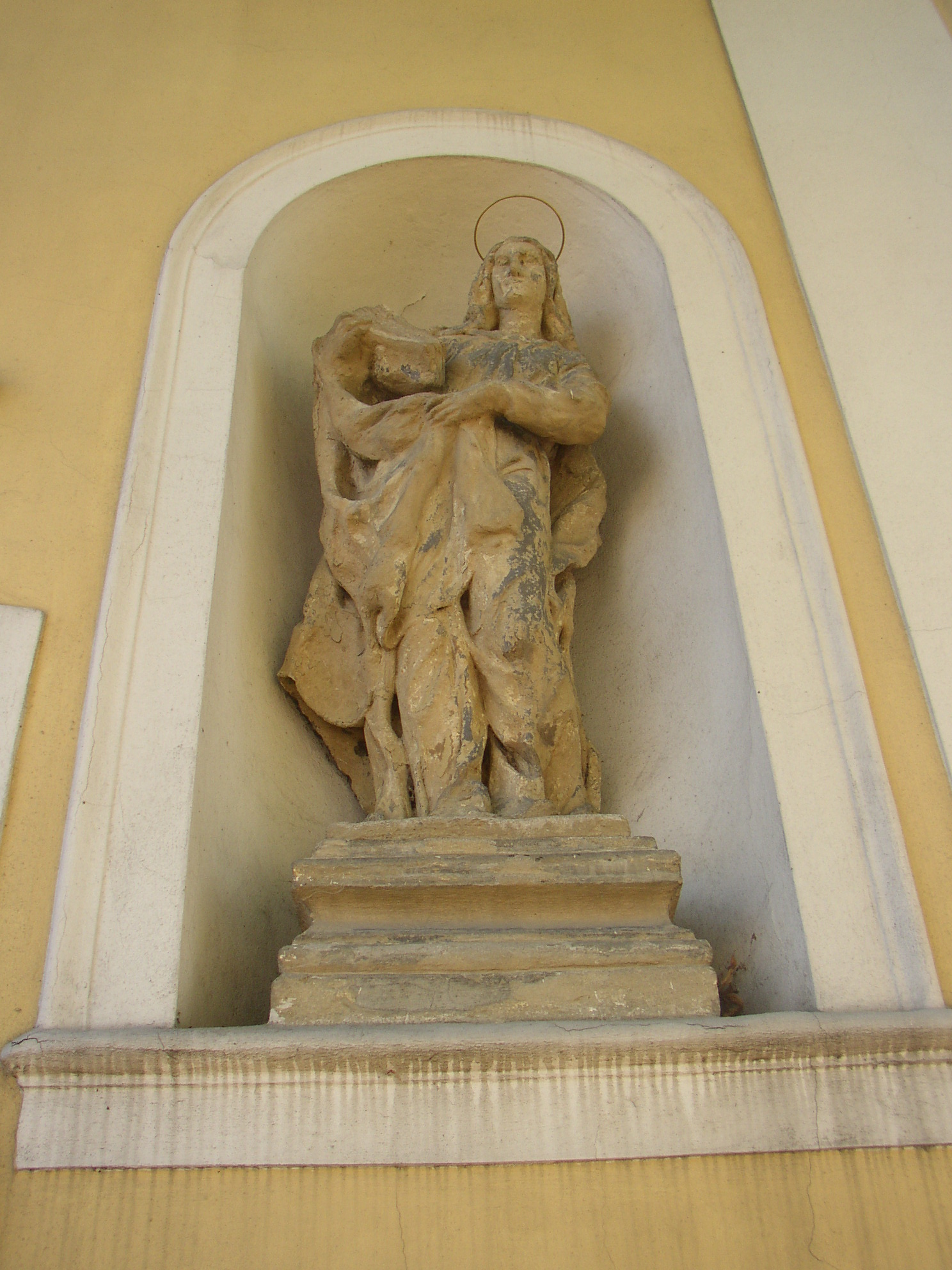
Socha Panny Marie
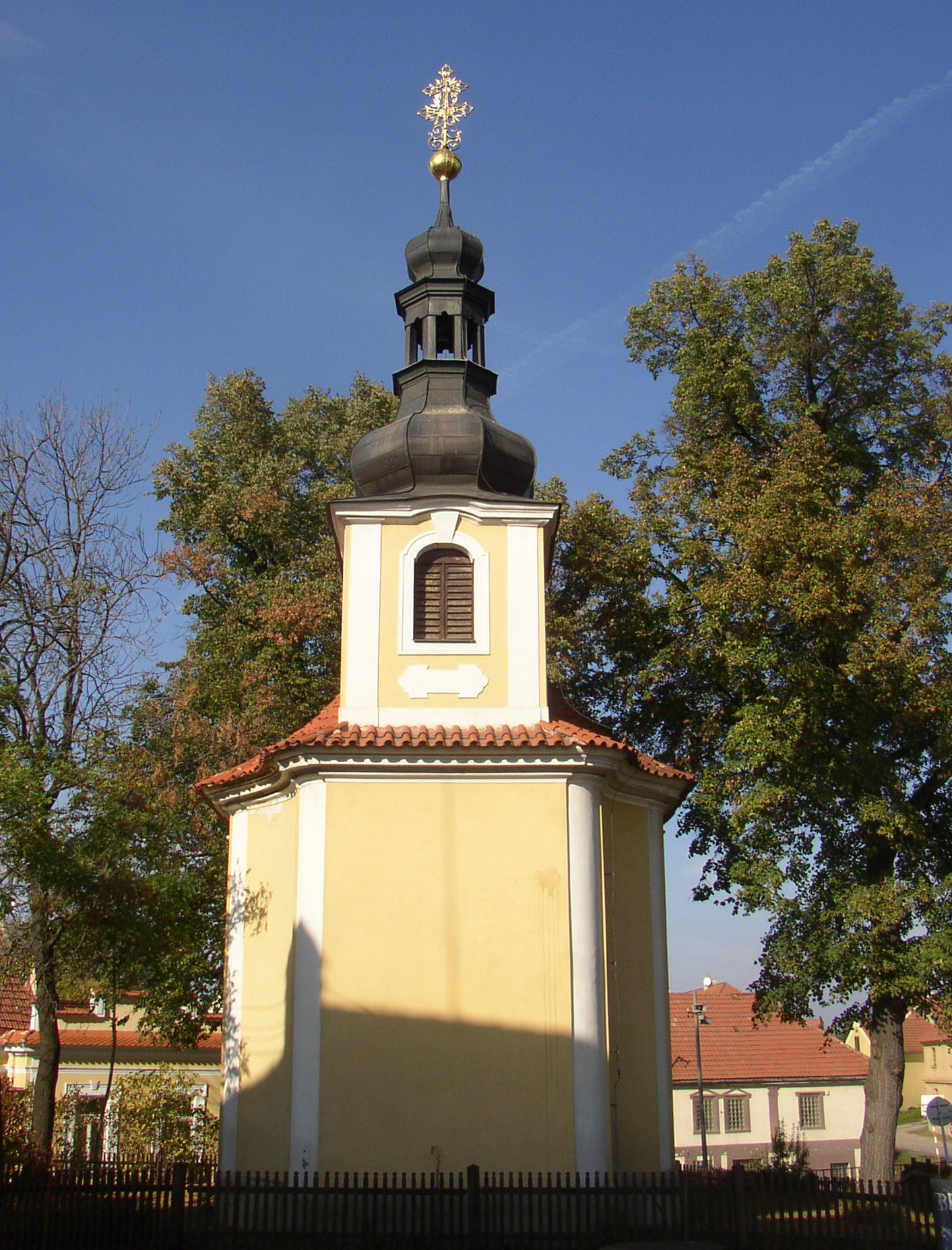
Pohled od jihojihovýchodu s detailem věže
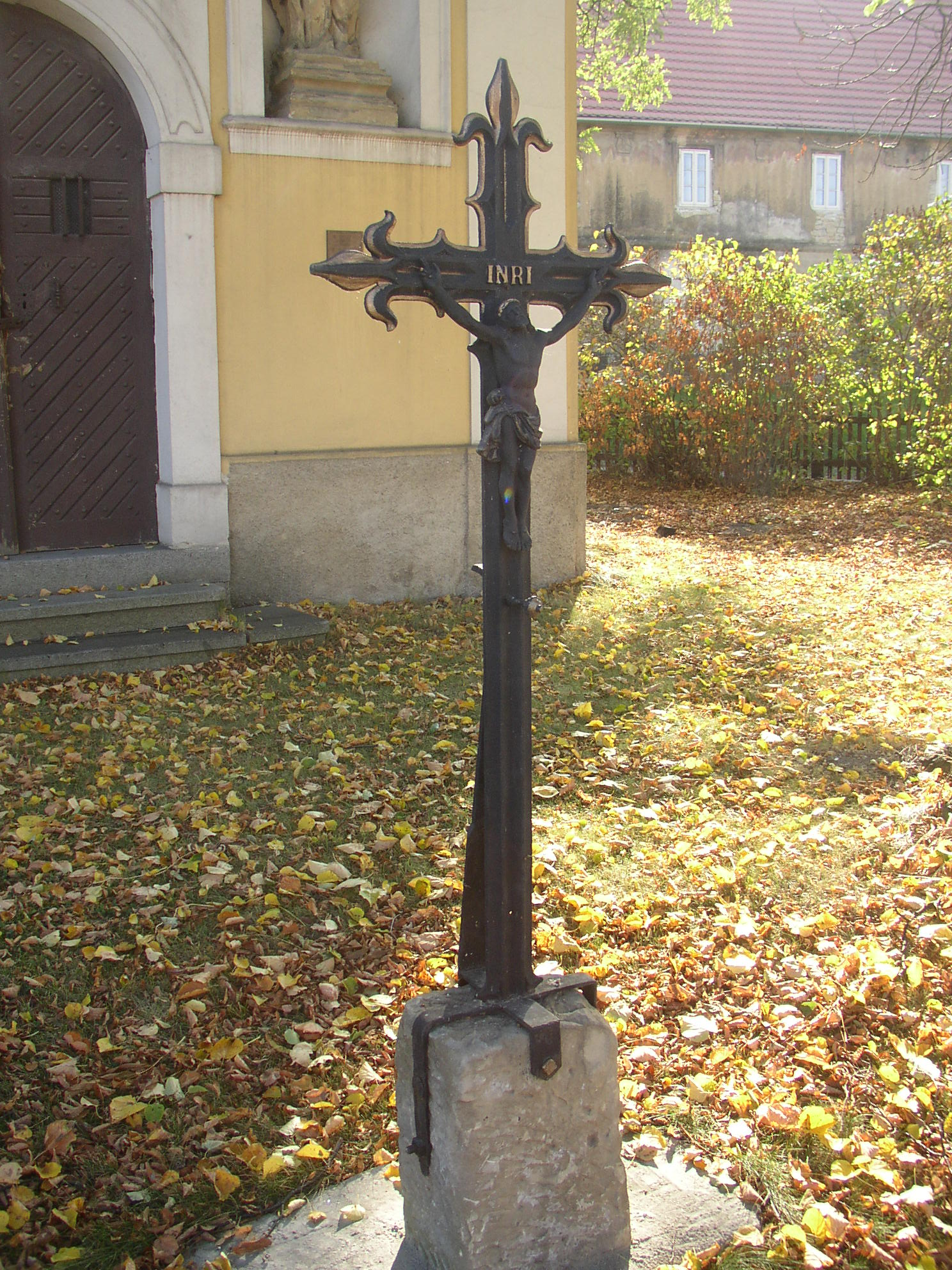
Železný kříž před vchodem do kaple